# Juri Wiktorowitsch Kljutschnikow
Juri Wiktorowitsch Kljutschnikow (russisch Юрий Викторович Ключников; * 17. September 1983 in Moskau) ist ein ehemaliger russischer Eishockeytorwart, der unter anderem für den HK Sibir Nowosibirsk und Metallurg Nowokusnezk in der Kontinentalen Hockey-Liga aktiv war.

## Karriere
Juri Kljutschnikow begann seine Karriere als Eishockeyspieler in seiner Heimatstadt in der Nachwuchsabteilung von Krylja Sowetow Moskau, für dessen zweite Mannschaft er von 1999 bis 2004 in der drittklassigen Perwaja Liga aktiv war. In der Saison 2001/02 gab der Torwart parallel sein Debüt im professionellen Eishockey für den THK Twer aus der Wysschaja Liga, der zweiten russischen Spielklasse. In der Saison 2003/04 stand er zudem in zwei Spielen für Krylja Sowetow in der Wysschaja Liga zwischen den Pfosten. Nachdem er auch die folgende Spielzeit bei Krylja Sowetow begonnen hatte, wechselte er bis 2008 mehrfach den Verein und spielte für die Zweitligisten HK Belgorod, Sauralje Kurgan, Juschny Ural Orsk, Disel Pensa und zuletzt in der Saison 2007/08 wieder für Krylja Sowetow Moskau.
Ab der Saison 2008/09 spielte Kljutschnikow für den HK Sibir Nowosibirsk aus der Kontinentalen Hockey-Liga. Im Juni 2012 wechselte er innerhalb der KHL zu Metallurg Nowokusnezk und kam in der Folge sowohl in der KHL, als auch bei Ariada-Akpars Wolschsk in der zweiten Spielklasse zum Einsatz. Zur folgenden Saison wurde er von Lokomotive Jaroslawl verpflichtet.

### International
Für Russland nahm Kljutschnikow an der U18-Junioren-Weltmeisterschaft 2001 teil, bei der er mit seiner Mannschaft die Goldmedaille gewann. 

## Erfolge und Auszeichnungen
- 2001 Goldmedaille bei der U18-Junioren-Weltmeisterschaft